# Macrobiotus nuragicus
Macrobiotus nuragicus är en djurart som tillhör fylumet trögkrypare, och som beskrevs av Giovanni Pilato och Sperlinga 1975. Macrobiotus nuragicus ingår i släktet Macrobiotus och familjen Macrobiotidae. Inga underarter finns listade i Catalogue of Life.